# Caixmir
El Caixmir (en caixmiri Kashmir) és un territori dividit entre l'Índia i Pakistan: ambdós se'n disputen la titularitat, mentre que la Xina també n'ocupa un tros. Té una extensió total de 242.800 km² i una població d'11.390.000 habitants.
La part índia té 143.000 km² i 8.000.000 habitants amb capital a Srinagar (580.000 h); està dividida per dues regions administratives, Jammu i Caixmir, que formen un estat de la Unió Índia. La part de Pakistan, anomenada Azad Kashmir (Caixmir lliure), té 83.806 km² i dos milions d'habitants, amb capital a Gilgit (30.000 h). Antigament es dividia en tres agències federades (Gilgit, Baltistan i Dizmir), i en formaven part els antics districtes de Muzaffarabad, Koth i part dels de Mirpur i Punch.

## Orografia
És un país molt muntanyenc, puix que és ocupat totalment per la serralada de l'Himàlaia i per les valls de l'Indus i del Sind, la qual cosa fa que l'alçària mitjana del país només sigui superada pel Nepal o Tibet. Es divideix en nombroses zones orogràfiques:
- Les planures de Jammu i Punch, sorroses i al·luvials, del Plistocè.
- El piemont de l'Himàlaia, que va d'Udhampur al Punch (800-2000 m), amb valls de rius o dunes del Miocè.
- El Pir Panjal Range, de granit i del Plistocè, associat a l'Himàlaia, amb unes alçàries de 4.000 metres i amb passes entre muntanyes importants com els de Babujar (4.145 m), Khunjerab (4.700 m), Kachikani (5.700 m) i el Kharding La.
- La vall de Caixmir, asimètrica i profunda, formada per l'antic llac Karewa i amb sediments de l'alt Jhelum, la zona més poblada del país.
- La zona central de l'Himàlaia, alta i complexa, amb geleres plistocenes i amb influència del monsó del SO. Les principals alçàries són el Chogon, més conegut com a K2 o Godwin-Austen (8.611 m), el Nanga Parbat (8.126 m), Broad Peak (8.047 m), Gasherbrum I (8.068 m) i Gasherbrum II (8.035 m).
- L'alta vall de l'Indus, fregant la frontera amb el Tibet i vora el Nanga Parbat.
- Les muntanyes de Karakoram, amb 30 pics que passen els 7.000 metres, anomenades el "sostre del món", com els Rakaposhi (7.789 m), Mashaibruni (7.821 m), Tirich Mir (7.699 m), Shilla (7.026 m), Nunkun (7.135 m), Daspar (6.872 m) i Disteghil Sar (7.885 m)

A la regió hi naixen els principals rius de l'Índia, com el Sindh o Indus, i els Shyok, Gilgot, Zanskar, Shanak, Batalik i Wakhan Darja. Alguns llacs importants són el Paggong, el Victòria, Wular i Tso Morari.

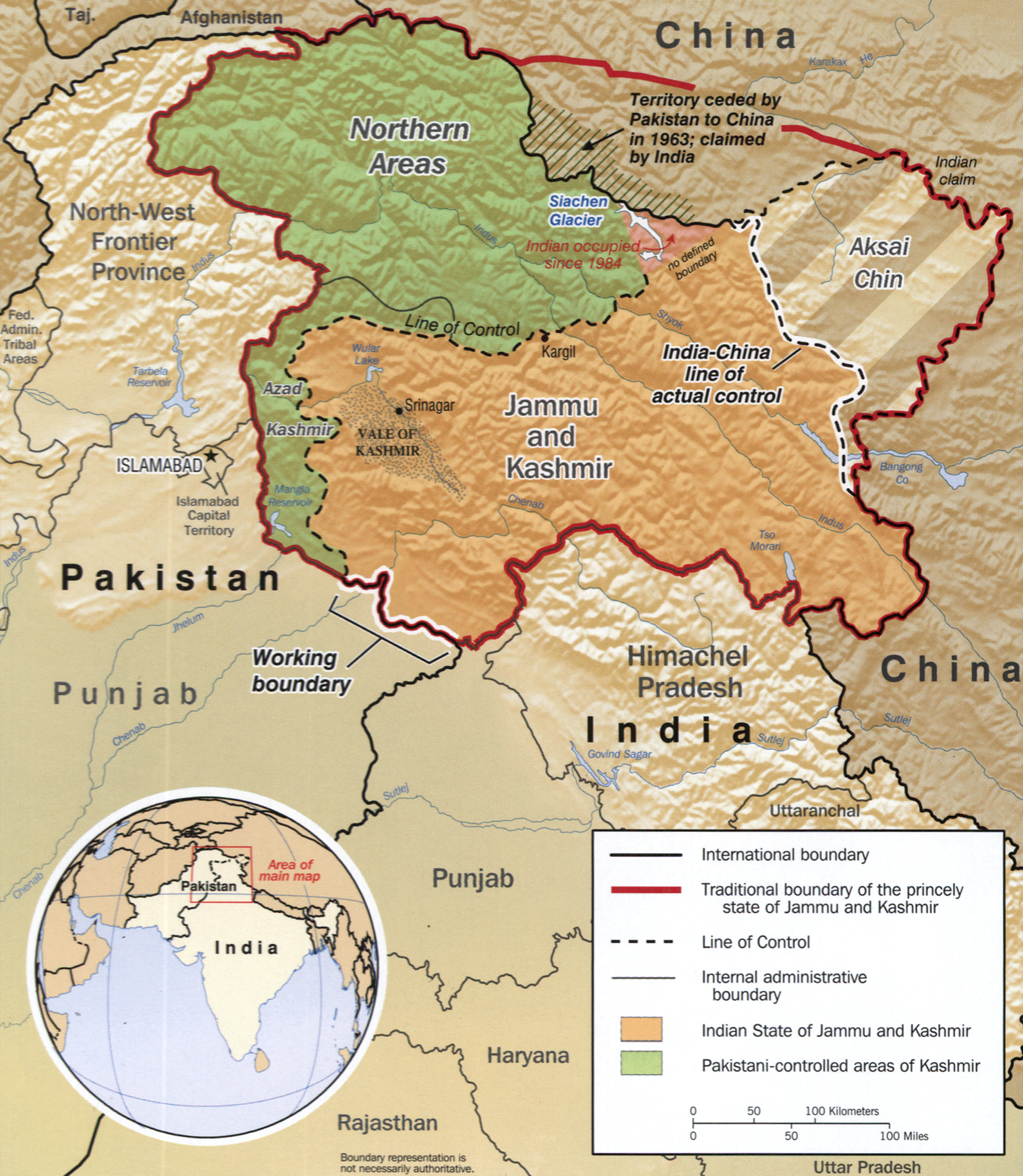
En verd, la regió de Caixmir sota control pakistanès. La zona bruna fosca és sota control indi Jammu i Caixmir mentre que Aksai Chin és sota ocupació xinesa

## Població
Els habitants del territori són culturalment semblants als del Panjab, i en general es dediquen a l'agricultura, al rabi o collita de civada i ordi a la primavera i al kharif o collida d'estiu de moresc. A les valls viuen de l'economia mixta de moresc, ramaderia i bosc. Un milió i mig de caixmirs viuen al Pakistan, l'Índia i Europa Occidental.
El país és molt divers, tant des del punt de vista religiós com lingüístic i ètnic. Etnogràficament, religiosament i lingüística, hi ha tres zones diferenciades al Caixmir:
- Les valls de Jammu i Poonch, on el 66% de la població és hinduista. Molts d'ells parlen el dogri, dialecte de l'hindi, i també el pahari i khowari, del grup indoari. També hi ha alguns sikhs de parla panjabi. Els musulmans viuen al nord-oest i són majoritaris al Poonch Oest.
- Vall de Kashmir, amb un 90% de població musulmana i de parla caixmiri, amb influència sànscrita i que pertany a la branca dàrdica dels parlars indoaris, també parlades per algunes tribus de Gilgit.
- Ladakh i Baltistan (valls de Skardo, Rongdo, Shigar, Khaplo, Kharmang i Gultari), zona poc poblada i coneguda com a Petit Tibet, amb tribus com els ladakhi o balti, de parla tibetana i religió budista, encara que la majoria dels balti s'han convertit a l'islam. Ocupa un terç del territori, però no arriba als 150.000 habitants. El 60% dels habitants del Baltistan són tibetans.

## Història
Les primeres notícies reals sobre el país són del temps d'Asoka, que hi va construir monestirs i stupes i va fundar Srinagari (moderna Srinagar). Després d'Asoka la història torna a ser llegendària i incerta. Hi hauria hagut dos reis, substituïts pels grecs de Bactriana, domini saka, dels surens o indoparts i els kusana o kushana. Les dates varien segons les fonts. La dinastia de Gonanda que va substituir els kushana s'hi va establir al segle I o al segle ii. Sota la dinastia de Gonanda el budisme va entrar en decadència.

### Dinastia de Gonanda (segles I-IV o II-V)
- Gonanda III
- Vibhushana I
- Indradjid
- Ravana
- Vibhishana II
- Nara I
- Siddha
- Utpalaksha
- Hiranyaksha
- Hiranyakula
- Vasukula
- Mihirakula
- Baka
- Kshitinanda
- Basunanda
- Nara II
- Aksha
- Gopaditya
- Gokarna
- Khinkhila (Narendraditya)
- Udhishdhira I
- Pratapaditya I
- Djaluka
- Tundjina I
- Vidjaya
- Djaendra
- Sandhimati (Aryaradja)
- Meghavahana
- Tundjina II (Shresthasena Pravarasena I) vers 500

Al segle vi va caure en mans de Mihirakula, rei dels huns heftalites, que va afavorir l'hinduisme contra el budisme. A mitjan segle Matrgupta va prendre el poder a Caixmir i va reconèixer la sobirania d'Harsha Vikramaditya d'Ujjain. La dinastia Karkota es va fundar el 627. Muktapida Lalitaditya, el sobirà més gran, va conquerir Kangra, Punch, Rajauri i Jammu; vers el 732 va enviar una ambaixada a l'emperador xinès Xuanzong (713-755) per demanar ajut contra els àrabs pel sud i els tibetans i turcs pel nord. El budisme hi va tornar a prosperar.

### Dinastia Karkota
- Duplabhavardhan Prajhaditya 627-632
- Duplabhaka Pratapaditya II 632-682
- Chandrapida Vadjraditya 682-691
- Tarapida Udayaditya 691-695
- Muktapida Lalitaditya 695-732
- Kovalayapida 732-740
- Prithivyapida I 740-744
- Sangramapida I 744-751
- Jayapida 751-782
- Jajja 782-785
- Lalitapida 785-797
- Sangamapida II (Prithivyapida II) 797-804
- Chippatajayapida 804-816
- Ajitapida 816-?
- Anagapida
- Utpalapida? -857

La dinastia fou finalment substituïda per la d'Utpala, fundada per Avantivarman, net d'Utpala, que estava emparentat amb els karkota per matrimoni. Va fundar Abantipur i va construir grans temples; els seus enginyers van construir canals de rec, i dics per impedir les inundacions, va guanyar noves terres de cultiu i va garantir la prosperitat. El seu fill Shamkaravarman va establir el sistema de treball forçat (bégar) i va imposar noves taxes. Després d'aquest rei, progressivament els reis van perdre el poder a mans dels caps feudals. El rei Kshemagupta (951-960) va quedar dominat per la reina Didda, filla del senyor de Lohara, i a la mort del marit va pujar al tron després de matar els seus fills i nets.
1. Avantivarman 857-884
2. Shamkaravarman 884-903
3. Gopalavarman 903-905
4. Samkatavarman 905
5. Sugandha (reina) 905-907
6. Nirjitavarman907
7. Partha 907-923
8. Nirjitavarman (segona vegada) 923-924
9. Chakravarman 924-935
10. Suravarman I 935-936
11. Partha (segona vegada) 936
12. Chakravarman (segona vegada) 936-938
13. Umattavanti 938- ?
14. Suravarman II ?-940
15. Yadjaskara 940-948
16. Vanata 948
17. Samgramadeva I 948-950
18. Parvagupta 950-951
19. Kshemagupta 951-960
20. Abhimanyu 960-973
21. Nandigupta 973-975
22. Tribhuvana 975-976
23. Bhimagupta 976-981
24. Didda (reina) 981-1003

Didda va obrir la dinastia de Lohara. Va regnar amb encert i a la seva mort el 1003 va deixar com a successor el seu nebot Sangramaraja. El 1014 Mahmud de Gazni va intentar envair el país, però no va tenir èxit. La major part dels reis de la dinastia de Lohara foren incompetents i la situació es va deteriorar. Els damars (caps feudals) van augmentar el seu poder i amb les seves revoltes constants van portar la confusió al país. Ramadeva, el darrer rei (1252-1273), no tenia fills i va adoptar a Lakshmandeva, fill d'un braman. Sota el seu fill Suhadeva, els mongols van envair el país dirigits per Zuldju, d'origen incert, vers el 1320. Suhadeva va fugir a Kishtwar i durant 8 mesos els mongols van devastar la vall, però després se'n van retirar.

### Dinastia de Lohara
- Samgramaraja 1004-1029
- Hariraja 1029
- Ananda 1029-1064
- Kaladja 1064-1090
- Utkardja 1090
- Harsha 1090-1102
- Uchchala 1102-1113
- Radda 1113
- Salhana 1113
- Sussala 1113-1120
- Bhikshachara 1120
- Sussala (segona vegada) 1120-1127
- Jayasimha 1127-1154
- Pramanuka 1154-1164
- Varttideva 1164-1171
- Vopyadeva 1171-1180
- Jassaka 1180-1198
- Jagadeva 1198-1213
- Rajadeva 1213-1236
- Samgramadeva II 1236-1252
- Ramadeva 1252-1273
- Lakhshmanadeva 1273-1286
- Simhadeva 1286-1301
- Suhadeva 1301-1320

Aprofitant la situació de caos, Rinchana, fill d'un cap de Ladakh refugiat al país, va prendre el poder i es va convertir a l'islam sota influència d'un sant suhrawardi, Sayyid Sharaf al-Din conegut com a Bulbul Shah, i va prendre el nom de Sadr al-Din. Quan va morir, la seva esposa Rami Kota, per consell dels nobles, es va casar amb un germà de Suhadeva, que va pujar al tron amb el nom de Udayanadeva. Mort aquest el 1338, va prendre ella mateixa el poder que li fou disputat per un general probablement d'origen turc, Shah Mir, un dels nombrosos caps mercenaris turc que servien als reis hindús (havia començat el seu servei sota Suhadeva).

### Dinastia de Rinchana
- Sadr ad-Din 1320-1323
- Haidar Khan 1323
- Udayanadeva 1323-1338
- Kota Rani 1338-1339

Shah Mir va derrotar les forces de la rani i va assolir el poder com a sultà Shams ad-Din I Shah Mirza Swati (1339-1342) fundant una dinastia musulmana que va regnar fins al 1561.

### Dinastia Swati
1. Shams ad-Din I Shah Mirza Swati 1339-1342
2. Jamshid 1342-1343
3. Aladdin 1343-1354
4. Shihab al-Din 1354-1373
5. Qutb al-Din Hindal 1373-1389
6. Sikandar l'Iconoclasta 1389-1413
7. Ali Shah I 1413-1420
8. Zain al-Abidin 1420-1470
9. Haidar Shah 1470-1472
10. Hassan Shah 1472-1484
11. Muhammad Shah 1484
12. Sayyid Hassan 1484-1485
13. Fath Shah 1486-1493
14. Muhammad Shah (segona vegada) 1493-1505
15. Fath Shah (segona vegada) 1505-1514
16. Mohammad Shah (tercera vegada) 1514-1515
17. Fath Shah (tercera vegada) 1515-1516
18. Muhammed Shah (quarta vegada) 1516-1528
19. Ibrahim Shah I 1528-1529
20. Nazuk Shah 1529-1530
21. Muhammad Shah (cinquena vegada) 1530-1537
22. Shams Al-Din II 1537-1538
23. Ismail Shah I 1538-1539
24. Ibrahim Shah II 1539-1540
25. Nazuk Shah (segona vegada) 1540-1552
26. Mirza Muhammad Haidar Dughlat 1541-1551
27. Ibrahim Shah III 1552-1555
28. Ismail Shah II 1555-1557
29. Nabib Shah 1557-1561

No se sap gaire cosa d'aquestos sobirans però Shihab ad-Din (1354-1373) va conquerir Jammu, Punch, Rajauri, Chamba, Baltistan i Ladakh. La vinguda d'un santó de nom Sayyid Ali Hamadhani (setembre del 1372) que va restar al país uns anys, va produir nombroses conversions a l'islam. Sayyid Muhammad, fill del santó, va intentar introduir la xaria i crear la funció de Shaykh al-Islam i va fer perseguir els hindús i destruir els seus temples. Si Sikandar l'Iconoclasta (1389-1413) va donar suport a aquesta política el seu fill Zayn al-Abidin (1420-1470) conegut com a Budshah (el gran rei) la va capgirar; va donar diners per reconstruir els temples hindús i va permetre als que havien estat convertits a la força de tornar a la seva religió. Els seus successors també van seguir la política de tolerància però l'islam va guanyar terreny. Es van produir diverses guerres civils successòries i hi va haver intrigues dels nobles. El novembre de 1540 Haydar Mirza Dughlat, cosí de l'emperador mogol Baber, al servei d'Humayun, va envair el país i ocupar el poder en part del país. Les seves disposicions religioses en favor de l'hanafisme van provocar la revolta dels nobles que el van derrotar i matar l'octubre de 1551; llavors els nobles (les famílies Rayna, Magre i Chak) es van disputar el poder. Finalment els Chak, originaris del Dardistan i xiïtes, van emergir com a triomfadors.

### Dinastia Chak
1. Ghazi Shah 1561-1563
2. Husain Shah I 1563-1570
3. Ali Shah II 1570-1579
4. Yusuf Shah 1579
5. Sayyid Mubarrak Khan Baihaqi 1579
6. Lohar Shah 1579-1580
7. Yusuf Shah (segona vegada) 1580-1586
8. Yaqub Shah 1586
9. Husain Shah II 1586
10. Yaqub Shah (segona vegada) 1586

Ghazi Shah va derrotar un exèrcit mogol enviat l'estiu del 1561 per Akbar. Aquest va enviar una segona expedició el 20 de desembre de 1585 dirigida per Raja Bhagwan Das; els caixmiris van oferir forta resistència al coll de Bulyasa. Yusuf Shah es va presentar al campament mogol el 14 de febrer de 1586 i va signar un tractat pel qual conservava el tron però les monedes i la khutba es ferien en nom de l'emperador. Akbar no va respectar l'acord i va fer empresonar Yusuf; mentre els nobles havien posat al tron al seu fill Yakub Shah, que era valent i ple de recursos, però va voler imposar el xiïsme com a religió i molts nobles sunnites es van entregar a Akbar. L'emperador va enviar un exèrcit potent dirigit per Kasim Khan i Yusuf Khan Ridwi. Yakub va combatre amb valentia però, traït per un dels seus, es va haver de rendir (juliol de 1586). Akbar va anar tres vegades al país, la primera vers el juliol de 1588 quan va eliminar impostos i en va posar d'altres, provocant una revolta que fou sufocada. Va tornar l'octubre de 1592 i va tractar als antics rebels amb consideració, va reduir els impostos i es va voler guanyar al poble i al Chak (amb aliances matrimonials). La tercera vegada no està registrada.
Jahangir hi va anar vuit vegades i durant el seu regnat els Chak es van revoltar dues vegades. En el seu govern es va conquerir Kishtwar. El 1632 Shah Jahan va nomenar governador a Zafar Khan que va fer abolir tots els impostos opressius per un farman imperial. Sota Shah Jahan es van conquerir Baltistan i Ladakh. Durant tot el període mongol i va haver pau interna en general i es va desenvolupar l'agricultura, el comerç i la indústria. Les tres famílies dominants va ser substituïdes per funcionaris mogols.

### Governadors mogols
1. Mirza Kasim 1588-1590
2. Mirza Yusuf Khan Rizvi 1590-1601
3. Mirza Ali Akbar 1601-1609
4. Hasham Khan 1609-1612
5. Sardar Khan 1612-1615
6. Ahmad Beg 1615-1618
7. Dilavar Khan 1618-1620
8. Iradat Khan 1620-1622
9. Itkad Khan .1622-1634
10. Zafar Khan 1634-1640
11. Murad Mirza 1640-1641
12. 'Ali Mardan Khan 1641-1646
13. Tarbiat Khan 1646-1657
14. Lashkar Khan 1657-1659
15. Itmad Khan 1659-1662
16. Ibrahim Khan 1662-1664
17. Saif Khan 1664-1667
18. Saif Khan (segona vegada) 1668-1671
19. Iftikar Khan 1671-1675
20. Ibrahim Khan (segona vegada) 1678-1686
21. Hafiz Allah Khan 1686-1690
22. Muzzaffar Khan 1690-1692
23. Abul Nassar Khan 1692-1698
24. Fazl Khan 1698-1701
25. Ibrahim Khan (tercera vegada) 1701-1706
26. Djaffar Khan 1706-1709
27. Arif Khan 1709-1710
28. Ibrahim Khan (quarta vegada) 1710
29. Navazish Khan 1710-1711
30. Inayatolla Khan 1711-1713
31. Saadat Khan 1713-1715
32. Inayatolla Khan (segona vegada) 1715-1722
33. Nadjib Khan 1722-1725
34. Agidat Khan 1725-1726
35. Amir Khan 1726-1728
36. Ahtram Khan 1728-1735
37. Dil Dilir Khan 1735-1736
38. Djalal ad-Din Khan 1736
39. Fahr ad-Daula 1736-1738
40. Inayatolla Khan II 1738-c. 1741
41. Azad Yar Khan 1741-1745
42. Abul Mansur Safdar Djang 1745-1748
43. Afrasiab Beg 1748-1752
44. Ahmad Ali Khan 1752

Aurangzeb va morir el 1707 i la situació va començar a empitjorar. El 1747 els nobles caixmiris van escriure a Ahmad Shah Abdali per demanar-li annexionar el Caixmir. Ahmad Shah (ara Ahmad Shah Durrani) va enviar una força el 1752 que va ocupar el país amb certa facilitat després de derrotar un exèrcit mogol. Però la dominació afganesa fou dura; el país fou carregat d'impostos i els xiïtes foren perseguits.

### Khans afganesos
1. Abdalla Khan Ishk Agasi 1748-1749
2. Radja Sukh Djivan Mal 1749-1750
3. Abdulla Khan Kabuli 1750-vers 1762
4. Nur ad-Din Khan Bamzai 1762-1763
5. Buland Khan Bamzai 1763-1764
6. Nur ad-Din Khan Bamzai(segona vegada) 1764-1765
7. Djang Mohammed Khan 1765
8. Lal Khan Hattak 1765-1766
9. Hurram Khan 1766-1767
10. Fakirkulla Kanth 1767
11. Nur ad-Din Khan Bamzai (tercera vegada) 1767-1770
12. Lal Khan Hattak (segona vegada) 1770-1771
13. Hurram Khan (segona vegada) 1771
14. Amir Khan Djavansher 1771-1778
15. Hadji Karim Dad Khan 1778-1781
16. Azad Khan 1781-1785
17. Madad Khan 1785-1786
18. Mirdad Khan 1786-1788
19. Djuma Khan Alokzai 1788-1792
20. Mir Hazar Khan 1792-1794
21. Rahmaulla 1794
22. Kifayat Khan 1794-1795
23. Arslan Khan 1795
24. Sher Mohammad Khan 1795 ?
25. Abdulla Khan 1795-1796
26. Vakil Khan 1796-1799
27. Atta Mohammad Khan 1799-1812
28. Azim Khan 1812-1819
29. Djabbar Khan 1819

El 1819 Ranjit Singh del Panjab va conquerir Caixmir als afganesos. La dominació dels sikhs va durar fins al 1846 i durant aquesta es va prohibir la religió musulmana i es va tancar la mesquita de Srinagar.

### Governadors sikhs
1. Mir Divan Chand 1819
2. Divan Moti Ram 1819-1821
3. Hari Singh Nalva 1821-1825
4. Divan Moti Ram 1825-1827
5. Divan Kripa Ram 1827-1831
6. Bhim Singh Ardali 1831-1832
7. Sher Singh 1832-1834
8. Mian Singh 1834-vers 1841
9. Vazir Zoravar Singh 1841-1842
10. Sheyh Muhi ad-Din 1842-1845
11. Sheyh Imad ad-Din 1845-1846

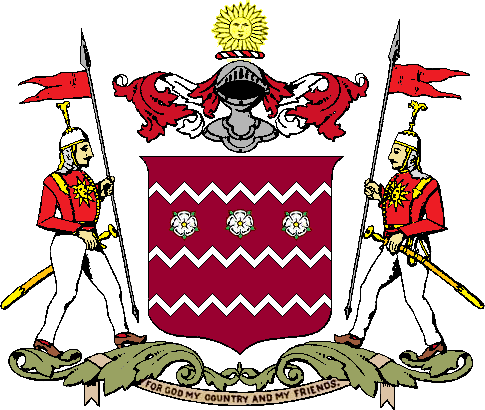
Escut de l'estat principesc

Als sikhs els fou conquerit pels britànics el 1846 amb ajuda de la dinastia Dogra que dominava a Jammu; a aquesta dinastia, representada per Gulab Singh, li fou cedit Caixmir per la Companyia Britànica de les Índies Orientals pel Tractat d'Amritsar de 16 de març de 1846 per 75 lakhs de rúpies. Els Dogra van governar millor que els sikhs però la situació del poble no va evolucionar gaire. L'arròs va esdevenir monopoli de l'estat i es va encarir. Els musulmans eren el 90% i havien de pagar una taxa al sindicat religiós hindú; les mesquites eren possessió del govern.
Ranbir Sing va succeir al seu pare el febrer de 1856 i va intentar millorar la situació econòmica però quant a religió no va canviar res. Va morir el 15 de setembre de 1885 i va pujar al tron el seu fill gran Pratap Singh, però com que era de caràcter dèbil fou posat sota una regència controlada pel resident britànic. Finalment va recobrar els poders el març de 1921. Durant aquest període, sota el resident, es van fer nombroses reformes i la situació dels musulmans va començar a millorar però no en mesura suficient. El moviment Khilafat i el de la no cooperació va influir en els musulmans; el 1924 els musulmans van presentar algunes reivindicacions al virrei Lord Reading; el maharaja va fer exiliar els signataris del document i el va castigar amb la confiscació dels seus béns.
El 1925 Hari Singh va succeir al seu oncle Pratap Singh. Les tensions entre la dinastia hindú i la població musulmana van començar a ser molt evidents el 1931 quan el 13 de juliol es va fer una gran manifestació contra el maharaja dirigida pel Sheikh Muhammad Abdullah, i va seguir una forta repressió. L'octubre de 1932 es va crear el Congrés Islàmic de Jammu i Caixmir i el març de 1933 es va iniciar un moviment de desobediència civil; el maharaja va haver de nomenar una comissió per reformar la constitució. Abduallah va transformar el Congrés Islàmic en Congrés Nacional per incloure també els hindús però una part de l'organització va restar fidel als principis i es van acostar a la Lliga Musulmana de l'Índia. El Shaykh Muhammad Abdullah va fer votar una moció del Congrés Nacional de Caixmir demanant un govern responsable, l'octubre de 1939. Després de la guerra va iniciar la campanya dels musulmans "Quit Kashmir" de maig de 1946, dirigida tant contra els britànics com contra el maharajà Hari Singh; aquest va fer detenir Abdullah i els seus seguidors. Quan es va decidir la independència i partició de l'Índia (17 de juny de 1947) i que els estats podrien adherir a un o altra o ser independents, Hari Singh va retardar la decisió perquè volia ser independent (juny de 1947). L'agost els britànics es van retirar. Però la revolta musulmana i la creació del moviment Azad Kashmir va provocar el pànic al maharaja, que va alliberar Abdullah i va cridar al govern indi en ajut; es va traslladar a Jammu i va signar el document d'accessió el 26 d'octubre de 1947 i l'endemà forces índies foren enviades al país. El 1948 van posar fi a la rebel·lió, gràcies en part al suport d'Abdullah. Sheikh Abdullah va encapçalar l'administració d'emergència el 31 d'octubre de 1947. El 1949 l'ONU va determinar que hi havia d'haver un plebiscit al Caixmir.
Les eleccions de 1951 van confirmar a Abdullah i el 1954 es va ratificar la unió a l'Índia (les eleccions posteriors van donar sempre la victòria a partits musulmans menys quan no hi van participar). L'alto el foc de l'1 de gener de 1949 determinà dues zones: una sota control dels rebels que quedaria sota administració temporal del Pakistan, i la resta sota administració de l'Índia, la sobirania de la qual era implícitament reconeguda sobre tot el territori en virtut de la cessió del maharajà. El Partit d'Abdullah, la Conferència Nacional de Jammu i Caixmir (Jammu and Kashmir National Conference) va dominar l'escena política fins al 1963 i després el Partit del Congrés, fins al 1975.
El 1965 forces pakistaneses intentaren ocupar la part índia, però foren rebutjades i es va establir l'acord de Taixkent de delimitació i aturada d'hostilitats.
El 1971 hi va haver més enfrontaments durant la Guerra pel Pakistan Oriental, concloent amb l'acord de Simla de gener de 1972.
L'estat d'emergència fou declarat el 1975. Les manifestacions musulmanes foren creixent i a mitjans dels vuitanta hi va haver els primers atemptats.
El 1975 es va iniciar el segon període de govern de la Conferència Nacional, que va durar fins al 2002 i fou interromput el 1977, el 1986 i del 1990 al 1996 per períodes de govern presidencial federal directe.
Després del govern presidencial del 1986, Farooq Abdullah que havia estat ministre en cap del 1982 al 1984 va tornar al poder, però degut a la pressió de les guerrilles que des del 1989 actuaven amb suport del Pakistan, va haver de dimitir el 1990 i es va establir el govern directe des de Delhi. El 1990 la població hindú va començar a emigrar massivament fins al punt que la població hindú és actualment gairebé testimonial.
El 1994 l'All-Party Hurriyat Conference (APHC), una organització que agrupava a totes les organitzacions musulmanes va cridar a la vaga general; el 21 de maig de 1994 el president del Front d'Alliberament de Jammu i Caixmir (Jammu and Kashmir Liberation Front, JKLF) va declarar una treva en les seves accions armades, el que va provocar que el grup Hizb-ul-Mujahideen, intentés segrestar-lo sense èxit (juny). L'octubre i novembre del 1994 un grup anomenat Al-Hadid es va fer conegut pel segrest d'uns turistes britànics.
El 1995 les enquestes mostraven que el 72% de la població era partidària de la independència. El gener de 1996 va començar a actuar el Front Islàmic de Jammu i Caixmir (Jammu and Kashmir Islamic Front, JKIF) i la Muslim Janbaz Force es va oposar a converses de pau (febrer de 1996). Es van produir accions aïllades de grups diversos com el Jammu and Kashmir Ikhwan i el Muslim Mujahideen. La situació va quedar definida amb un partit laic independentista (el JKLF) i quatre partits musulmans propakistanesos principals: Hizb-ul-Mujahideen (HUM), Hizbollah, Ikhwan-ul-Musalmeen i Harkat-ul-Ansar. El suport pakistanès al JKLF fou gradualment retirat en favor dels partits propakistanesos. El JKLF era considerat un partit proper a la Conferència Nacional (que havia governat l'estat fins a la imposició del govern de directe de Delhi), però amb una estratègia diferent.
A les eleccions generals de l'estiu de 1996 el Partit del Congrés de l'Índia obtingué 4/6 dels escons de l'estat, ja que els partits musulmans van boicotejar les votacions i també els partits independentistes.
En les eleccions a l'Assemblea de l'Estat la coalició All-Party Hurriyat Conference (APHC), que englobava 30 partits, boicotejà igualment els comicis i l'organització Dukhtaran-e-Millat (Filles de la Nació) va organitzar diverses protestes. Va obtenir la majoria la Conferència Nacional de l'exministre en cap Farooq Abdullah (57 escons d'un total de 87), seguit del Bharatiya Janata Party (8 escons), el Partit del Congrés (7 escons) i l'esquerra Coalició del Front Unit Godwa (4 escons). Farooq Abdallah va tornar al govern. Chair Ghulam Nabi Sumji líder de l'APHC va acusar Abdullah d'estar al servei de Delhi.
El 1997 es va saber que Índia havia aixecat una milícia musulmana lleial: Ikhwan-ul-muslimoon, que van pràcticament ser eliminats en aquests anys. Els indis fugits del Caixmir es van organitzar en la Panun Kashmir, però van rebutjar el retorn per establir-se a camps protegits.
El 1997 es va crear a Azad Kashmir, és a dir, a la zona sota administració pakistanesa, la Jammu and Kashmir Solidarity Forum, una organització protegida pel govern d'Islamabad que tenia per objectiu l'autodeterminació (que en la visió pakistanesa volia dir la unió final al Pakistan) i l'organització del plebiscit exigit per l'ONU; aquesta nova organització estava formada per la Azad Jammu and Kashmir que era l'estructura de govern a la zona pakistanesa; l'All-Party Hurriyat Conference en representació dels partits musulmans; i la Muttahida Jihad Council, representant dels grups guerrillers.
Mentre Índia i Pakistan preparaven als seus, els independentistes també es van agrupar i es van distanciar del Pakistan. Quatre grups van anunciar una acció conjunta: el Jammu and Kashmir Liberation Front, la Federació d'Estudiants de Jammu i Caixmir, el Jammu and Kashmir National Awami Party, i el Kashmir Freedom Movement. Però el JKLF s'havia dividit el 1995 en dues faccions: una liderada per Amanullah Khan, basada a Azad Kashmir, i un altre basada al Jammu i Caixmir dirigida per Yasin Malik.
Una vaga general convocada per Hizb-ul-Mujahideen fou seguida massivament (1998).
El 1999 guerrillers caixmirs amb suport de militars o voluntaris pakistanesos, van envair Caixmir (26 de maig) i la lluita amb l'exèrcit indi es va centrar a la Vall de Kargil. L'operació l'anunciaren com a seva quatre organitzacions guerrilleres que actuaven conjuntament: Lashkar-e-Tayyaba, Mujahideen Al-Badar, Harkat-ul-Mujahideen, i Tehrik-e-Jehad. El líder del Consell Unit de la Guerra Santa (United Jehad Council o Muttahida Jihad Council, format per 14 grups guerrillers islàmics) assegurava que no hi havia pakistanesos entre les forces combatents.
Quan el Jammu-Kashmir Democratic Party va convocar una marxa a Srinagar per demanar el plebiscit, el seu líder Shabir Ahmed Shah fou detingut i les marxes foren prohibides.
El 5 de juliol de 1999, amb la mediació americana, es va acordar restaurar la línia de demarcació, que es va consumar poc després.
L'any 2000 l'assemblea de l'estat va passar una moció reclamant una autonomia real per Caixmir, moció molt ben acollida a Assam, Nagaland, Mizoram i altres Estats amb les mateixes aspiracions. El 2 de novembre del 2002 el govern fou encapçalat pel People's Democratic Party amb Mufti Mohammad, que el 2 de novembre de 2005 va donar pas a Ghulam Nabi Azad (del Congress Legislature Party)
A Azad Kashmir (Pakistan) el partit Azad Kashmir va assumir la ideologia d'unió amb el Pakistan. Cap candidat oposat a la unió es va poder presentar a les eleccions. La constitució de 1974 (interina) en el seu article 4 impedeix que qualsevol persona o partit proposi una via diferent de la de la unió amb el Pakistan.
El 1996 es van presentar 36 candidats que foren rebutjats per oposar-se a la unió. Tanmateix els partits independentistes estan permesos però no poden participar en el poder. Els partits independentistes s'enquadren a la Kashmir National Alliance, formada pel Jammu Kashmir National Awami Party, el Kashmir National Democratic Party, el Jammu Kashmir National Liberation Front i la Jammu Kashmir National Student Federation. El 25 d'agost de 1996 Sardar Mohammad Ibrahim Khan va assolir el càrrec de president per quarta vegada; el 25 d'agost del 2001 el va substituir Sardar Mohammad Anwar Khan; i el 25 d'agost del 2006 va accedir a la presidència Raja Zulqarnain Khan, tots sempre de l'All Jammu and Kashmir Muslim Conference, coalició de govern.
Gilgit i Baltistan, part de Caixmir, van quedar sota el control del govern del Pakistan que els va considerar territoris incorporats (ja que eren estats nadius amb prínceps musulmans) i no com a part d'Azad Caixmir. Els habitants estan integrats a les àrees del nord i no gaudeixen de drets constitucionals. Els seus representants han protestat reiteradament. Vegeu Balawaristan.

## Banderes
Cal distingir entre les banderes d'estat i les del sobirà.
La primera bandera d'estat, del 1848, fou vermella llisa forcada. El 1936 s'hi va afegir una arada blanca, model que va estar vigent fins al 1953 quan s'hi van afegir tres línies verticals blanques. Els rebels de 1947 van adoptar la bandera coneguda com a bandera del Caixmir Lliure (Azad Kashmir), en ús des de 1948 a la zona sota control del Pakistan, i oficialitzada el 1970.

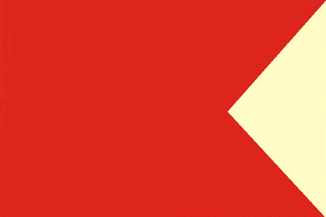
Bandera de Caixmir del 1848 al 1936
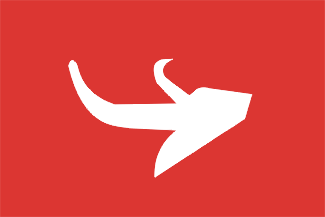
Bandera de Caixmir del 1936 al 1953
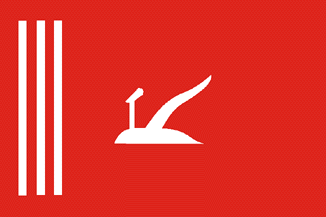
Bandera de Caixmir del 1953 al 1990
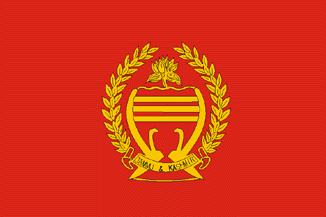
Bandera del governador (Índia)
Bandera d'Azad Caixmir, en ús des de 1947, oficial 1970 (zona del Pakistan)
Partit de la Conferencia Nacional de Caixmir (zona de l'Índia)
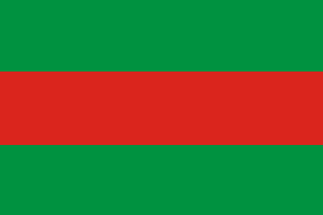
All Parties Hurriyet Conference (zona de l'Índia)
Front d'Alliberament de Jammu i Caixmir (zones de l'Índia i del Pakistan)

Les banderes reials van seguir la mateixa seqüència, incloent el color groc, amb models de 1846-1936, 1936-1953 i 1953-1968, i la bandera del maharajà des de 1968.

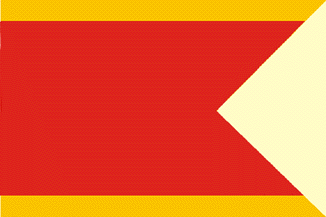
Bandera del maharajà 1846-1936
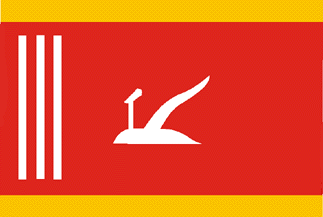
Bandera del maharajà 1953-1968
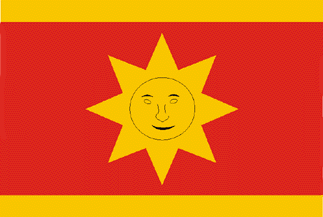
Bandera del maharajà des de 1968